# Amusementswereld

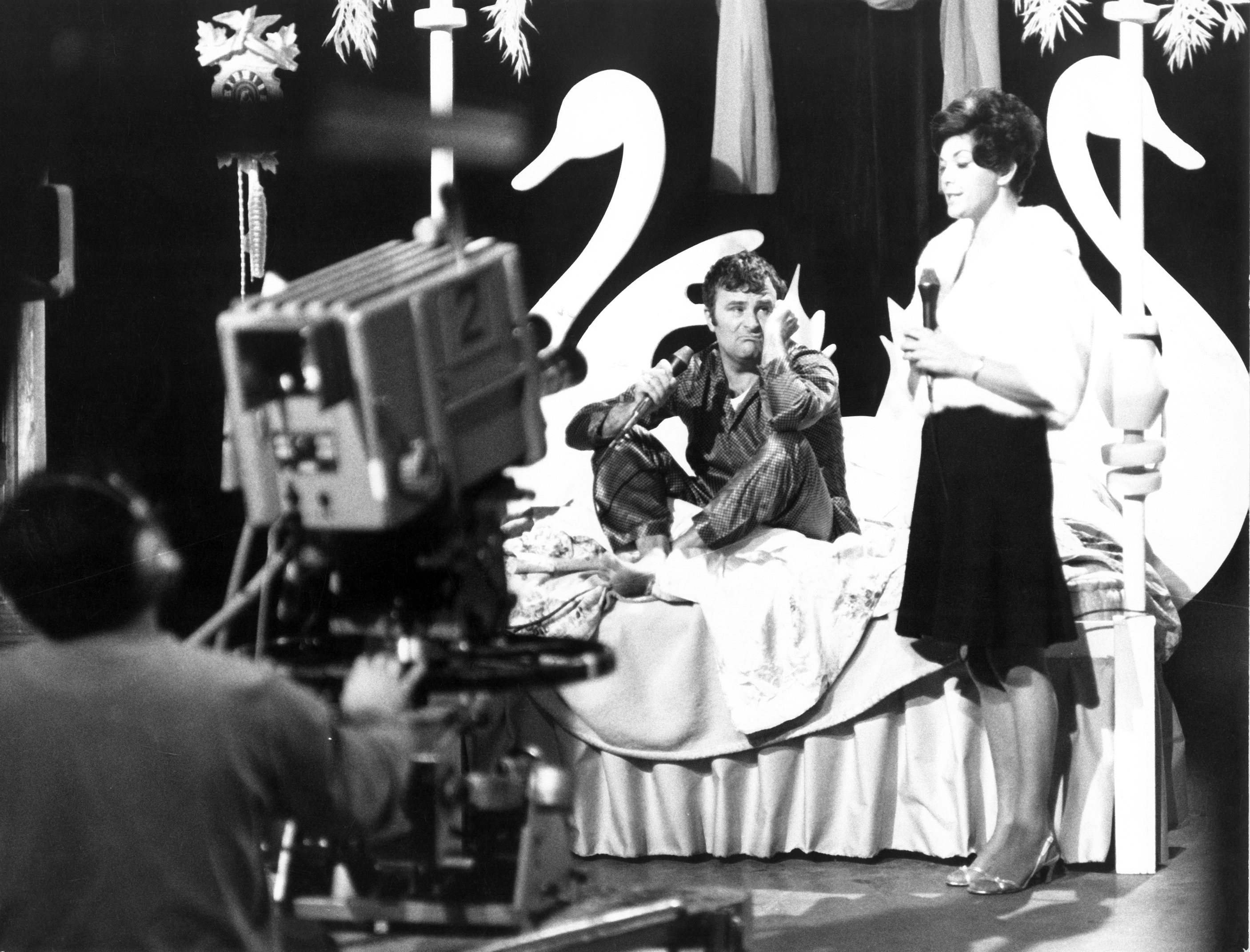
Bobbejaan Schoepen en zijn vrouw in een tv-show

De amusementswereld of amusementsindustrie (of ook wel, naar het Engels, showbusiness of verkort showbizz) is de bedrijfstak gespecialiseerd in het produceren en aanbieden van amusement. De term heeft betrekking op onder meer de theater- en filmwereld en muziekindustrie en omvat alle impresario's, ondernemers, productie- en distributiebedrijven, acteurs, regisseurs, musici, zangers en artiesten, (scenario)schrijvers en technici die hierbij betrokken zijn.
Grote vertegenwoordigers van de amusementswereld zijn onder meer filmindustrie van Hollywood in Los Angeles, de film- en televisie-industrie van India (Bollywood) en de grote theaters van Broadway in New York. Maar bijvoorbeeld ook casino's (zoals die in Las Vegas), circussen, goochelaars, kermissen en pretparken kunnen tot de amusementswereld worden gerekend.
De amusementswereld behoort economisch gezien tot de tertiaire sector (commerciële dienstverlening), in het bijzonder de cultuursector, en valt in het industriële classificatiesysteem van de Verenigde Naties (ISIC) hoofdzakelijk onder sectie R: arts, entertainment and recreation (kunst, amusement en recreatie). Daarnaast zijn film- en muziekproducties geclassificeerd onder sectie J: information and communication (informatie en communicatie).
De amusementswereld heeft een lange traditie. Revues – amusementstheater gebaseerd op zang, dans, variété en lichtvoetige sketches – kwamen al in de jaren dertig van de 19e eeuw in Frankrijk voor. De Amerikaanse invloed en manier van denken drong in de 20e eeuw tot Europa door via de bioscopen met Hollywoodproducties, via de radio en platenindustrie met zangers als Elvis Presley en Bill Haley, en via tijdschriften.